# برنی مک
برنارد جفری مک‌کالوک (زاده ۵ اکتبر ۱۹۵۷ - درگذشته ۹ اوت ۲۰۰۸) که با نام برنی مک (به انگلیسی: Bernie Mac) شناخته شده‌بود، بازیگر و کمدین آمریکایی اهل شیکاگو، ایلینوی بود. از فیلم‌های معروف او می‌توان به فیلم سیزده یار اوشن اشاره کرد.

## فیلم‌شناسی
فهرست فیلم‌هایی که برنی مک در آنها به ایفای نقش پرداخته‌است:
- یازده یار اوشن
- دوازده یار اوشن
- سیزده یار اوشن
- فرشتگان چارلی ۲
- تبدیل‌شوندگان
- مردان سول
- سانتای بد
- حدس بزنید چه کسی
- بی.ای.پی.اس